# Öjasjön (sjö i Karleby, Mellarsta Österbotten)
Öjasjön eller på finska Öjanjärvi är en sjö i kommunerna Karleby och Kronoby i landskapen Mellersta Österbotten och Österbotten i Finland. Sjön ligger 0,2 meter över havet. Arean är 5,05 kvadratkilometer och strandlinjen är 22,64 kilometer lång. Sjön  ingår i Egentliga Bottenvikens avrinningsområde.   Den ligger nära Karleby och omkring 410 kilometer norr om Helsingfors. 
Sjön invallades 1967, för att förse Karleby med sötvatten. Den står i förbindelse med Larsmosjön via Kronoby å och en konstgjord kanal.
I sjön finns öarna Klockarsgrunden, Svartvattugrundet, Kluvistenen, Toholmsgrundet och Själaberget. Barriären mot havet är byggd via Hickarören, Aligrundet och Vattungen.